# Campylostelium strictum
Campylostelium strictum är en bladmossart som beskrevs av Hermann Maximilian Carl Ludwig Friedrich zu Solms-Laubach 1868. Campylostelium strictum ingår i släktet Campylostelium och familjen Ptychomitriaceae. Inga underarter finns listade i Catalogue of Life.